# Walkerville (Montana)
Walkerville és una població dels Estats Units a l'estat de Montana. Segons el cens del 2000 tenia 714 habitants.

## Demografia
Segons el cens del 2000, Walkerville tenia 714 habitants, 297 habitatges, i 195 famílies. La densitat de població era de 125,3 habitants per km².
Dels 297 habitatges en un 31,3% hi vivien nens de menys de 18 anys, en un 49,5% hi vivien parelles casades, en un 11,1% dones solteres, i en un 34,3% no eren unitats familiars. En el 30,6% dels habitatges hi vivien persones soles l'11,4% de les quals corresponia a persones de 65 anys o més que vivien soles. El nombre mitjà de persones vivint en cada habitatge era de 2,4 i el nombre mitjà de persones que vivien en cada família era de 3.
Per edats la població es repartia de la següent manera: un 25,5% tenia menys de 18 anys, un 8,7% entre 18 i 24, un 27,3% entre 25 i 44, un 25,5% de 45 a 60 i un 13% 65 anys o més.
L'edat mediana era de 37 anys. Per cada 100 dones de 18 o més anys hi havia 102,3 homes.
La renda mediana per habitatge era de 28.009 $ i la renda mediana per família de 29.861 $. Els homes tenien una renda mediana de 27.404 $ mentre que les dones 19.063 $. La renda per capita de la població era de 14.156 $. Aproximadament el 9,9% de les famílies i el 12,1% de la població estaven per davall del llindar de pobresa.

## Poblacions més properes
El següent diagrama mostra les poblacions més properes.